# Monáxio
Flávio Monáxio (em latim: Flavius Monaxius) foi um oficial bizantino do século IV, ativo durante o reinado do imperador Teodósio II (r. 408–450).

## Vida

Planta de Constantinopla, cidade sob sua jurisdição

Monáxio aparece no início do século V. Foi descrito como erudito na Vida de Hipácio de Calínico. Entre 17 de janeiro de 408 e 26 de abril de 409, ocupa a posição de prefeito urbano de Constantinopla e em 409 houve carestia de pão. A população, irada, incendeia o pretório e reboca sua carruagem oficial através da cidade. A carestia ocorreu devido ao atraso nos cereais que Alexandria fornecia para Constantinopla. Para sanar a situação, Monáxio dirigiu suprimentos de outras cidades à capital e criou um fundo de emergência, parcialmente formado por contribuição senatorial, para comprar grãos em caso de carestia.
Entre 10 de maio e 30 de novembro de 414, foi prefeito pretoriano do Oriente e após breve pausa, novamente ocupa o ofício entre 26 de agosto de 416 e 30 de agosto de 420. Em 5 de outubro de 416, emite édito que remove a autoridade sobre os parabolanos do patriarca Cirilo de Alexandria. No verão de 418, seu nome aparece no colégio de prefeitos pretorianos que emitiram édito contra os pelagianos.
Em seu segundo mandato como prefeito pretoriano, dedicou um edifício, talvez uma igreja em Perinto na Trácia como é atestado num bloco de mármore na Igreja de São Jorge. Em 419, foi cônsul anterior com Plinta. Após 419, quatro de seus servos foram ao Mosteiro de São Hipácio e se tornaram monges contra sua vontade.